# ليو لورنس
ليو لورنس هو لاعب دارت بلجيكي، ولد في 30 يوليو 1952 في بلجيكا.

## وصلات خارجية
- ليو لورنس على موقع DartsDatabase.co.uk (الإنجليزية)